# Yelotepec
Yelotepec är en ort i Mexiko.   Den ligger i kommunen Copanatoyac och delstaten Guerrero, i den sydöstra delen av landet, 220 km söder om huvudstaden Mexico City. Yelotepec ligger 2 083 meter över havet och antalet invånare är 148.
Terrängen runt Yelotepec är lite bergig. Runt Yelotepec är det ganska tätbefolkat, med 248 invånare per kvadratkilometer. Närmaste större samhälle är Tlapa de Comonfort, 19,6 km nordost om Yelotepec. I omgivningarna runt Yelotepec växer huvudsakligen savannskog.